# Julio Losada
Julio Daniel Losada (1950. június 16. –) uruguayi válogatott labdarúgó.

## Pályafutása

### A válogatottban
1970-ben 2 alkalommal szerepelt az uruguayi válogatottban. Részt vett az 1970-es világbajnokságon.

## Sikerei, díjai
Peñarol
- Interkontinentális bajnokok szuperkupája (1): 1969
- Copa Libertadores döntős (1): 1970

Olimbiakósz
- Görög bajnok (4): 1972–73, 1973–74, 1974–75, 1979–80
- Görög kupa (2): 1972–73, 1974–75